# Accidente de Three Mile Island
El accidente de Three Mile Island fue un accidente nuclear que sufrió la central nuclear del mismo nombre el 28 de marzo de 1979. Ese día, el reactor TMI-2 sufrió una fusión parcial del núcleo del reactor.

## Situación
Three Mile Island es una isla en el río Susquehanna cerca de Harrisburg, estado de Pensilvania, en el noreste de los Estados Unidos. Cuenta con un área de 4.82 km². 
La estación generadora está formada por dos reactores presurizados de agua ligera construidos por Babcock and Wilcox con potencias instaladas de 786 MW (TMI-1) y 900 MW (TMI-2). La planta la operaba en ese momento la Metropolitan Edison Company. En 2008, TMI-1 seguía operativa (operador: Energía Co., LLC de AmerGen). En octubre del 2009, la NRC, organismo regulador en Estados Unidos, autorizó la renovación de su licencia de explotación 25 años más, hasta el 19 de abril de 2034.
En el momento del accidente unas 25 000 personas residían en zonas a menos de ocho kilómetros de la central. La cantidad de emisión de gases radioactivos hacia la atmósfera varió entre 2,5 y 15 millones de curios según las fuentes escogidas.
Un estudio de 2003 liderado por Evelyn O. Talbott no halló pruebas concluyentes de que la radiactividad hubiera incrementado significativamente la mortalidad de los residentes. Greenpeace, por su parte, apoyada en estudios independientes, sostiene que existió y existe un aumento claro en los casos de cáncer y leucemia sobre la zona cercana a la central.
Las consecuencias económicas y de relaciones públicas fueron muy importantes, y el proceso de limpieza largo y costoso. Además, el accidente redujo notablemente la confianza de la población en las centrales nucleares, y fue para muchos un presagio de los peores temores asociados a esta tecnología. Hasta el accidente de Chernóbil, ocurrido siete años después, Three Mile Island fue considerado el más grave de los accidentes nucleares civiles (de categoría 5, sobre 7 niveles, en la Escala Internacional de Accidentes Nucleares). En 2011, el accidente nuclear de la Central de Fukushima I también alcanzó la categoría 7, igualando así al desastre de Chernóbil.

## La central nuclear de Three Mile Island

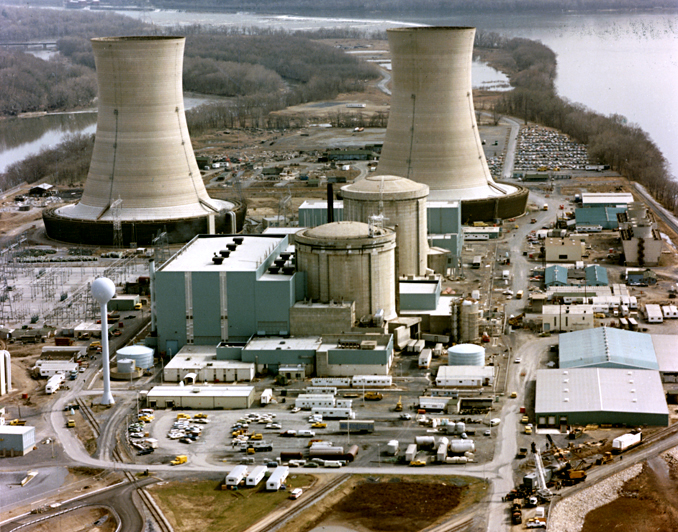
Imagen aérea de las instalaciones

La central nuclear de Three Mile Island (TMI) se compone de dos reactores nucleares de agua a presión y dos generadores de vapor tecnología conocida habitualmente por sus siglas en inglés, PWR (pressurized water reactor) construidos por Babcock and Wilcox, con potencias instaladas de 786 MW (reactor TMI-1) y 900 MW (TMI-2). 
El TMI-1 entró en servicio el 19 de abril de 1974, y el TMI-2 lo hizo en diciembre de 1978, de manera que este grupo sólo llevaba 90 días funcionando cuando se produjo el accidente.
La empresa encargada de operar la central en el momento del accidente era la Metropolitan Edison Company (frecuentemente abreviada, Met Ed). 
El reactor TMI-1 se mantuvo al margen del accidente, ya que se trata de instalaciones independientes, y además el TMI-1 estaba en "parada fría", por recarga de combustible. El reactor siguió parado hasta octubre de 1985, por problemas técnicos, legales y reguladores.
El reactor afectado, el TMI-2, fue sometido a un largo y costoso proceso de descontaminación, pero sigue requiriendo en la actualidad mantenimiento y gestión, en lo que se conoce como "almacenamiento vigilado a largo plazo".
El reactor TMI-1 sigue en operación y aunque su licencia expiraba en 2014 fue renovada hasta el 2034. En estos momentos gestionado por Exelon Nuclear, una filial de Exelon Corporation, empresa de distribución de energía con sede en Chicago.

## El accidente nuclear

Esquema de la unidad 2 de TMI

Animación que muestra el reactor dañado en el accidente

- El accidente comenzó cerca de las 4:00 de la mañana del 28 de marzo de 1979, cuando se produjo un fallo en el circuito secundario de la planta.
- Las bombas primarias de alimentación del circuito secundario dejaron de funcionar a causa de una avería mecánica o eléctrica. Esto impidió la retirada de calor del sistema primario en los generadores de vapor.
- Se apagaron automáticamente, primero la turbina y después el reactor.
- Una vez que las bombas secundarias de agua de alimentación se detuvieron, tres bombas auxiliares se activaron automáticamente. Sin embargo, debido a que las válvulas se habían cerrado para el mantenimiento de rutina, el sistema no pudo bombear agua. El cierre de estas válvulas fue una violación de una regla clave de la Comisión de Regulación Nuclear (NRC), según la cual el reactor debe apagarse si todas las bombas de alimentación auxiliares están cerradas por mantenimiento. Posteriormente, los funcionarios de la NRC señalaron esto como un fallo clave.[5]
- Debido a esto, la presión y la temperatura en el circuito primario (la sección nuclear de la planta) empezó a aumentar inmediatamente, debido a que el circuito secundario no podía sacar el calor residual del circuito primario.
- Para evitar que esa presión llegase a ser excesiva, la válvula de descarga de presión (situada en la tapa del presurizador) se abrió.
- La válvula debía cerrarse al disminuir la presión, aunque por un fallo no lo hizo. Las señales que llegaban al operador no indicaron que la válvula seguía abierta, aunque debía haberlo mostrado.
- En consecuencia, la válvula con el fallo causó que la presión continuara disminuyendo en el sistema.
- Mientras tanto, otro problema apareció en otra parte en la planta: el sistema del agua de emergencia (reserva del sistema secundario) había sido probado 42 horas antes del accidente. Como parte de la prueba, las válvulas se cierran y abren de nuevo al final de la misma. Pero esta vez, por un error administrativo o humano, la válvula no se dejó abierta, lo que evitó que el sistema de emergencia funcionara.
- Ocho minutos después del comienzo del accidente se descubrió que la válvula estaba cerrada.
- Una vez que se abrió, el sistema de agua de emergencia comenzó a trabajar correctamente, permitiendo que el agua fría fluyera por los generadores del vapor.
- A medida que la presión en el sistema primario continúa disminuyendo, comenzaron a formarse huecos (zonas donde el agua hierve, formándose burbujas de vapor) en varios lugares del sistema con excepción del presurizador.
- Debido a estos huecos, el agua del sistema fue redistribuida y el presurizador se llenó por completo de agua.
- El instrumento que indica al operador la cantidad de líquido refrigerante capaz de eliminar el calor indicó incorrectamente que el sistema estaba lleno de agua. Así, el operador dejó de introducir agua, sin saber que, debido a la válvula obturada el indicador puede, y en este caso lo hizo, proporcionar una información falsa.
- Después de casi ochenta minutos desde el momento de la subida lenta de temperatura, las bombas del circuito primario comenzaron a vibrar por cavitación, debido a que, en lugar de agua, lo que pasaba por ellas era vapor.
- Las bombas se cerraron, y se creyó que la convección natural continuaría el movimiento del agua.
- El vapor en el sistema bloqueó la circulación en el circuito primario y, como el agua dejó de circular, se convirtió en grandes cantidades de vapor.
- Después de unos 130 minutos desde el primer fallo, la parte superior del reactor quedó al descubierto, y debido a la elevada temperatura, el vapor reaccionó con el revestimiento de zirconio de las barras de combustible, produciendo dióxido de zirconio e hidrógeno. El daño en el revestimiento produjo la liberación de las pastillas de combustible en el líquido refrigerante y la formación de más hidrógeno, que provocó una pequeña explosión en el edificio de contención al ser liberado.
- A las 6 de la mañana se produjo el cambio de turno en el personal de la sala de control.
- Al detectar el nuevo equipo las altas temperaturas que se estaban midiendo en la tubería y depósitos posteriores a la válvula de alivio, se procedió a cerrar una válvula auxiliar, cuando ya se habían perdido por esa vía 120.000 litros de refrigerante del circuito primario.
- 165 minutos después del comienzo del problema se activaron las alarmas por radiación, cuando el agua contaminada alcanzó los detectores. En ese momento los niveles de radiación en el líquido refrigerante (agua) del primario era unas 300 veces mayor que los niveles esperados, y la central había sufrido ya una fuerte contaminación.

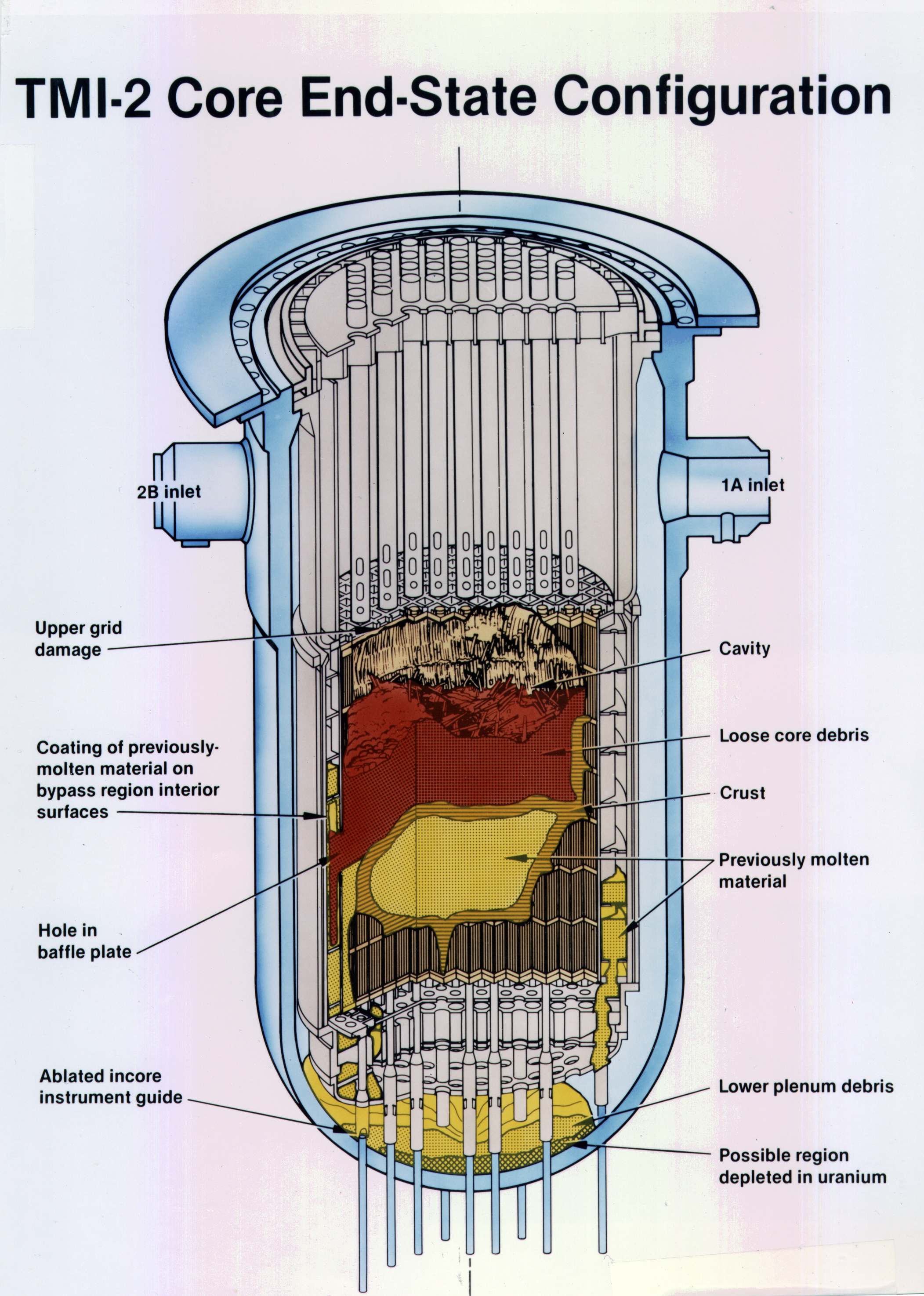
Imagen del estado en el que quedó el núcleo del reactor después del accidente

- En la sala de control no se sabía aún que el nivel en el circuito primario era bajo y que aproximadamente la mitad del núcleo estaba sin refrigeración.
- Un grupo de trabajadores tomó lecturas manuales de los termopares y obtuvo una muestra del agua del circuito primario.
- A las siete horas comenzó a inyectarse agua nueva al circuito primario y se abrió la válvula de reserva para reducir la presión.
- Tras nueve horas estalló el hidrógeno del interior del reactor, pero la explosión pasó inadvertida.
- A las dieciséis horas las bombas del circuito primario se pusieron en marcha y la temperatura del núcleo comenzó a bajar.
- Una gran parte del núcleo ya se había derretido o vaporizado, y el sistema seguía siendo peligrosamente radiactivo.
- Durante la siguiente semana el vapor y el hidrógeno fueron evacuados del reactor pasando por el recombinador, resultando aún más polémico al verterlos directamente a la atmósfera. Se estima que unos 2,5 millones de curios de gas radiactivo fueron emitidos debido al accidente.

## Consecuencias

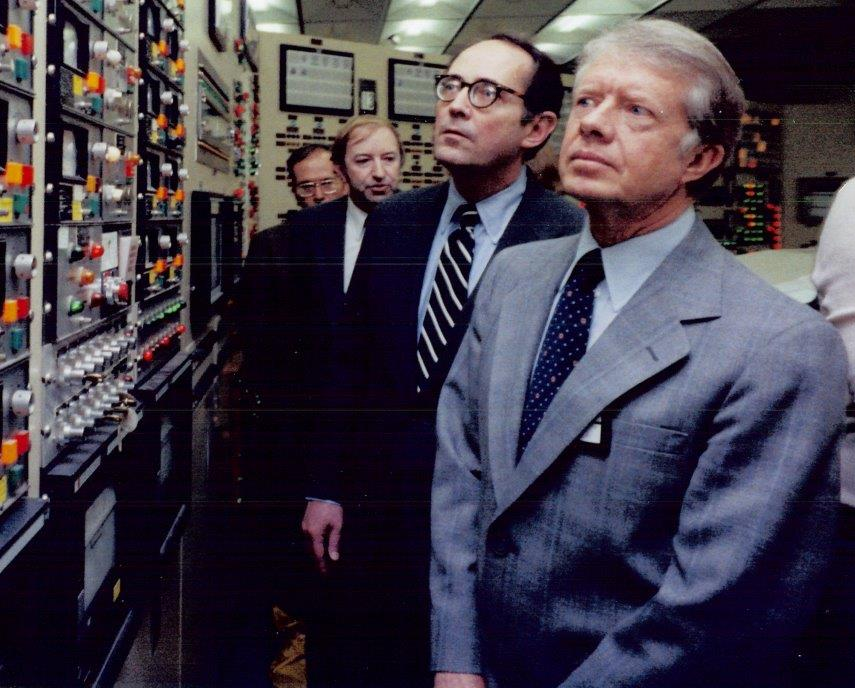
Presidente Carter en la habitación de control TMI-2

Three Mile Island ha sido objeto de interés para los estudiosos del factor humano como ejemplo de cómo grupos de gente reaccionan y toman decisiones bajo tensión. Existe un consenso general en que el accidente fue agravado por las decisiones incorrectas tomadas por los operadores abrumados con la información, mucha de ella inaplicable e inútil. Como resultado del accidente en el reactor TMI, se cambió la formación de los operadores de reactores nucleares. Antes, la formación se centraba en diagnosticar el problema subyacente. Después, la formación se ha venido centrando en reaccionar a la emergencia pasando a través de una lista de comprobación estandarizada para asegurarse de que el núcleo está recibiendo bastante líquido refrigerador.
Limpiar el reactor después del accidente necesitó de un proyecto difícil que duró 14 años. Comenzó en agosto de 1979 y no terminó oficialmente hasta diciembre de 1993, con un coste total de cerca de 975 millones de dólares. Entre 1985 y 1990 se eliminaron del sitio casi 100 toneladas de combustible radiactivo. Se reinició el reactor TMI-1 en 1985.

## PelículaEl síndrome de China(The China Syndrome)
El accidente en la planta ocurrió pocos días después del estreno de la película El síndrome de China (The China Syndrome), protagonizada por Jane Fonda como reportera de televisión y Michael Douglas como camarógrafo en una estación en California y Jack Lemmon como el jefe de turno de una central nuclear. Kimberly Wells (Jane Fonda) está haciendo un reportaje sobre la energía nuclear y mientras está en la planta casi tiene lugar un accidente, que posteriormente el jefe de turno Jack Godell (Jack Lemmon) se empeña en investigar. 
En la película, los protagonistas procuran difundir a la opinión pública lo inseguro de la planta. Durante una escena habla con un experto de seguridad nuclear que coincidentemente dice que una fusión podría forzar la evacuación de la población en un área «del tamaño de Pensilvania». En otra coincidencia, el incidente ficticio en la película también ocurrió cuando los operadores de la planta interpretaron mal la cantidad de agua dentro de la base.